# Націоналістична Альтернатива
Націоналістична Альтернатива
1988 року в опозиційному до влади середовищі України став ширитись автономістський рух. Першою громадською організацією з політичною метою кінця 1980-х років стала Українська Гельсінська Спілка. Вона  задекларувала намір домагатись перетворення СРСР на конфедерацію.
Прихильники незалежної української держави сприйняли автономістський напрямок як відхід від боротьби націоналістів попередніх десятиліть. З осені 1988 року вони розпочали пошук альтернативного шляху — філософії, форми і методів боротьби, які вели б націю до здобуття власної держави.
В лютому 1989 вони видали перший випуск самвидавчого журналу «Український час». Основним його завданням стала критика конфедерації і пропаганда ідеї державної незалежності.
А в той час до автономістської ідеї стали схилятися націонал-комуністи. У вересні 1989 року вони разом з націонал-демократами утворили  Народний Рух України за перебудову (Рух). Метою Руху було перетворення унітарного СРСР на федерацію.
Альтернативники в жовтні 1989 року утворили Українську національну партію (УНП). Її метою було відновлення  Української Народної Республіки (УНР) в етнічних кордонах. Особливістю політичної філософії УНП стало уявлення про  історичне право українського народу як правову підставу боротьби за незалежність.
В ідеологічному відношенні Четвертий Універсал  Центральної Ради, на який зіперлись альтернативники, викликав в суспільстві заперечення. Він асоціювався з соціалістами, які домінували в Центральній Раді, а ті, в свою чергу — з соціалізмом в СРСР. Однак право народу на свою державу стоїть над ідеологіями. І народ в сучасному світі може здобути державу, якщо він має на неї право. А його право доводить історія.
Конкурентом націоналістів виступила КПУ. В червні 1990 року на XXYIII з'їзді КПУ була ухвалена резолюція «Про державний суверенітет Української РСР». 16 липня 1990 року Верховна Рада УРСР прийняла  Декларацію про державний суверенітет України.
А до того, 1 липня 1990 року альтернативники скликали першу сесію  Української Міжпартійної Асамблеї (УМА).
Задум УМА, як структури і як нормативного поля, витікав з таких джерел:
Ідеологія УНП, зокрема, уявлення про історичне право народу, про місію нації та про явочну, несанкціоновану колоніальною владою діяльність українців в громадській і політичній самоорганізації.
Програма УНП, підставою якої є історичне право українського народу. Боротьбу за національну державу УНП тлумачила як боротьбу за відновлення існуючої в минулому легітимної держави українського народу. Найближчою до нас за часом такою державою була Українська Народна Республіка.
Головні політичні принципи УНДП , які передбачали мирну процедуру відродження української держави через Громадянські комітети та Національний Конгрес.
Неоприлюднена стратегія національної революції, яка передбачала два етапи національного визволення. Завданнями першого етапу були: вихід України зі складу СРСР і усунення колоніальної номенклатури від влади.
Історичне право українського народу: Четвертий Універсал Центральної Ради, який проголосив Українську Народну Республіку державою Українського Народу, та закони УНР. Уряд УНР не капітулював, закони УНР не скасовані. Суб'єктами відновлення УНР могли бути тільки громадяни УНР. Оскільки в 1990 році осіб — громадян УНР 1918—1921 років майже не було, то мала бути розв'язана проблема відновлення громадянства УНР.
Дві правові підстави відновлення громадянства УНР: право людини на громадянське самовизначення і законодавство української держави про громадянство. За підставу для реєстрації громадян УНР перша сесія УМА обрала Закон про громадянство УНР від 2 березня 1918 року.
Оцінка ситуації: сили націоналістів занадто слабкі для того, щоб вдатись до зброї з метою відриву України від СРСР; режим імперії деградував; правові дії націоналістів зі спиранням на історичне право свого народу та на міжнародні акти з прав людини позбавляють метрополію легальних підстав для придушення національно-визвольного руху; наявність на території України ракетно-ядерної зброї, загроза якої зростатиме вразі дестабілізації ситуації в країні.
На основі цієї оцінки альтернативники зробили прогноз: щоб уникнути небезпеки, що пов'язана з дестабілізацією ситуації, радянський уряд буде утримуватись від масових репресій. А отже, в Україні склалися сприятливі умови для розгортання організованого громадянського руху за здобуття державної незалежності.
Кінцевою метою УМА було скликання Національного Конгресу, який мав стати першою чергою національних установчих зборів. Завданням Національного Конгресу було прийняття Конституції української держави і перебрання влади від Верховної Ради УРСР. Для легітимації Національного Конгресу УМА проводила реєстрацію громадян УНР.
Активна фаза Націоналістичної Альтернативи була припинена 23 грудня 1990 року на третій сесії УМА.
Теоретиком Націоналістичної Альтернативи був  Григорій Приходько. Він був автором Програми, Статуту та Стратегії УНП і Політичної Заяви УМА про боротьбу за українську державу.